# Chŏnghye sa
Chŏnghye sa (정혜사 Klasztor Medytacyjnej Mądrości) – koreański klasztor.

## Historia klasztoru
Nie jest znana data zbudowania klasztoru. Według tekstu Tongk'ook-yoji-sungnam został on wybudowany przez mnicha Hyek'ama w 840 roku, ale wiadomo, że już wcześniej była tu wybudowana świątynia. 
Według innych informacji klasztor ten został wybudowany w przez mnicha Chingama Hyejo (774-850) na górze Tŏksung (Kyejok) po jego powrocie z Chin w 830 roku. Jego początkiem była mała pustelnia wybudowana jeszcze w okresie Paekche.
Klasztor ten posiadał kiedyś wiele pustelni, obecnie istnieją tylko trzy.
W 1907 roku klasztor został częściowo spalony i natychmiast odbudowany przez mnicha Wolpę.
Według zapisków w np. Sŭngpyŏngji był to bardzo duży klasztor. Praktykowało tu wielu znanych mnichów takich jak np. Ch'ungji. W tym klasztorze został zaordynowany w wieku 11 lat przyszły mistrz sŏn Hyewŏl Haemyong (1861–1937). W latach 30. XX wieku praktykował w tym klasztorze Mangong Wŏlmyŏn, który w 1930 roku znacznie go rozbudował i dobudował budynek medytacyjny.
Pomiędzy 16 a 28 października 2014 roku odbędzie się w Korei konferencja Whole World is a Single Flower 2014 Flower, Fruit and Don't Know Seeds, która zbiega się 10 rocznicą przejścia w nirvanę mistrza sŏn Seung Sahna. Jednym z punktów programu będzie wizyta w klasztorze Chŏnghye, w którym praktykowało wielu mnichów chogye, w dniu 17 października.

## Znane obiekty
- 13-kondygnacyjna pagoda z okresu Silli (IX wiek) – Skarb Narodowy nr 40

## Adres klasztoru
- 717 Cheongso-ri, Seo-myeon, Suncheon, Jeollanam-do, Korea Południowa

## Galeria

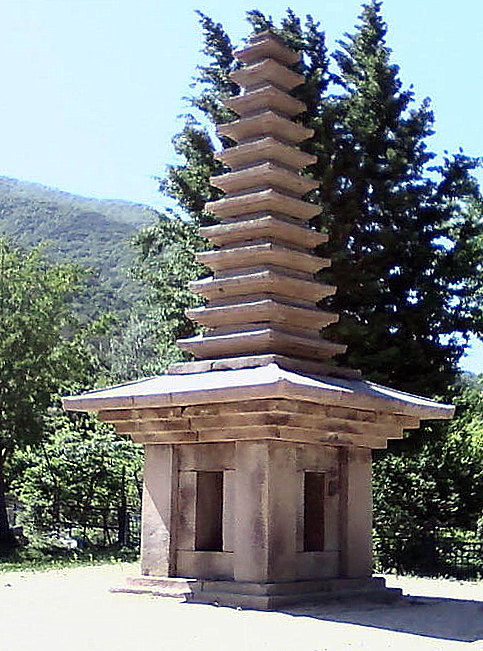
13-kondygnacyjna pagoda